# Hermann Poelchau

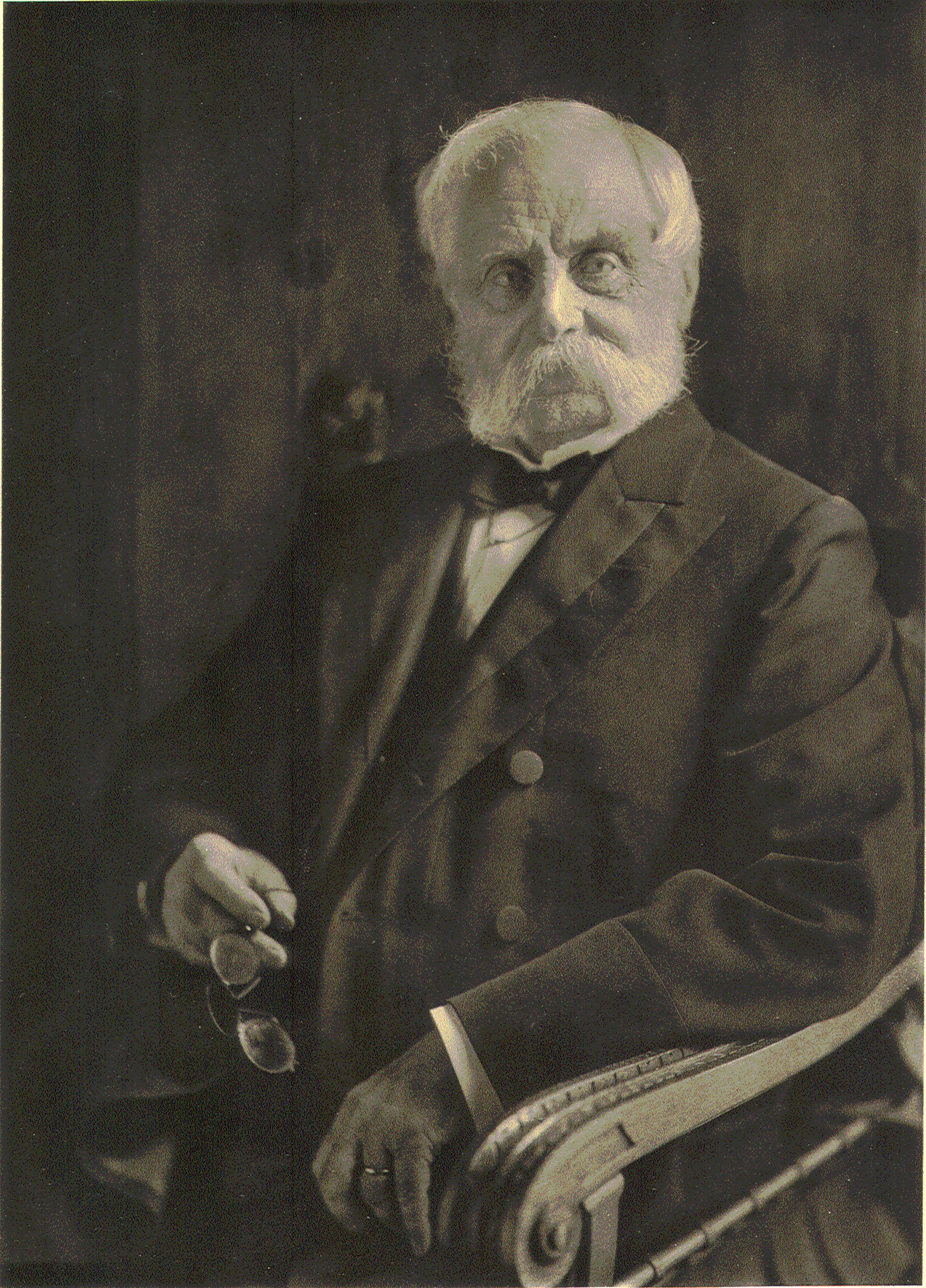
Poelchau 1905

Hermann Johann Daniel Poelchau (* 16. Januar 1817 in Berlin; † 6. September 1912 in Hamburg) war ein Hamburger Richter und Abgeordneter.

## Leben
Hermann Poelchau war Sohn des deutsch-baltischen Musikers und Musikaliensammlers Georg Poelchau. Nach dem Tod des Vaters gelangte dessen umfangreiche Musikaliensammlung durch Verkauf am 25. Februar 1841 in den Besitz des „Musikalischen Archives“ an der „Königlichen Bibliothek“, der heutigen Musikabteilung der Staatsbibliothek zu Berlin. Hermann Poelchau hatte die langwierigen Verhandlungen mit der Bibliothek geführt.

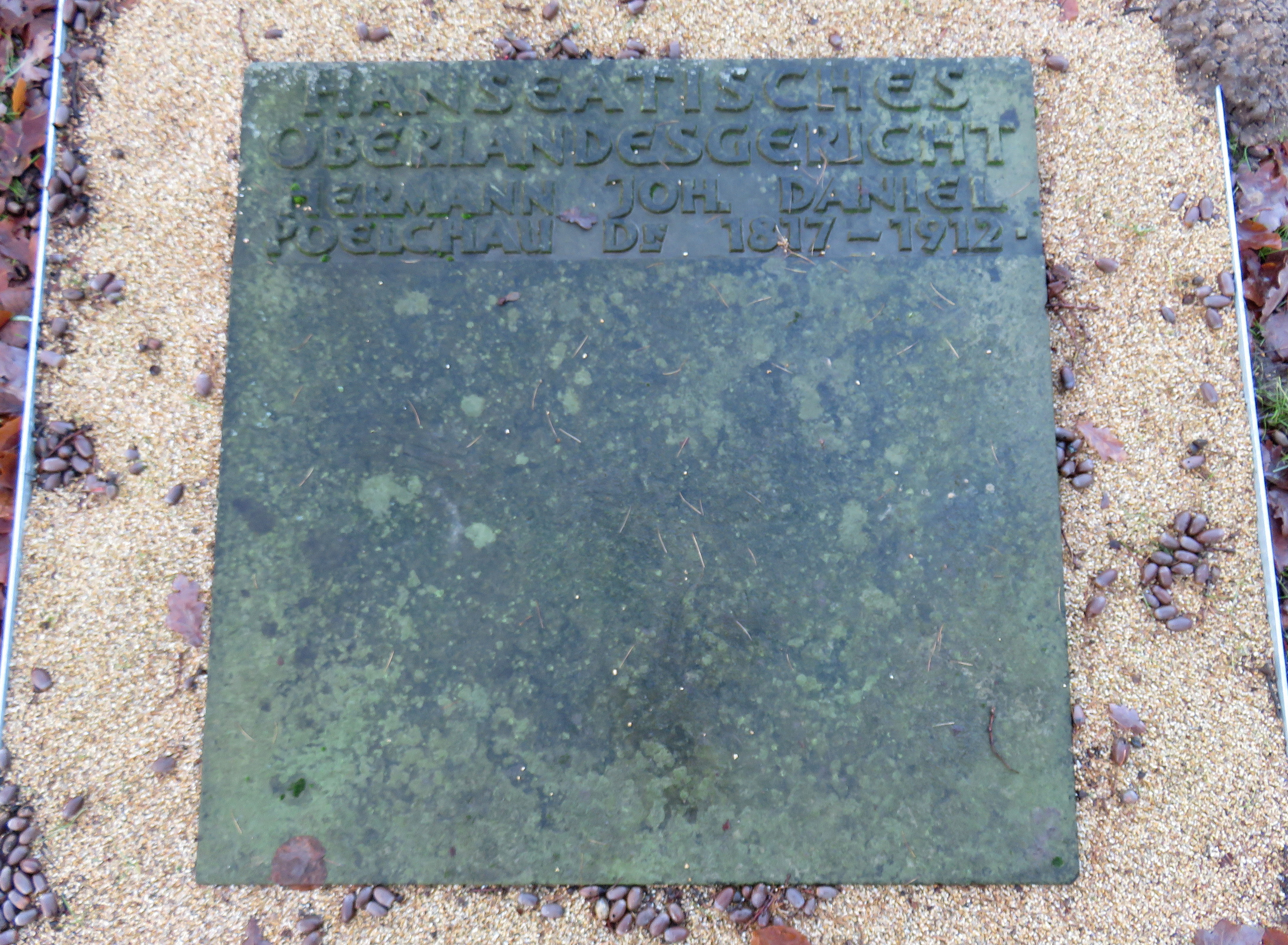
Hermann Joh. Daniel Poelchau, Friedhof Ohlsdorf

Er promovierte 1844 in Halle. Am 3. Februar 1845 wurde Poelchau in Hamburg als Advokat zugelassen, er war bis 1860 als solcher eingeschrieben. Er gehörte dem Bürgermilitär an, von 1845 bis 1854 als Leutnant, 1854 wurde er zum Hauptmann des 6. Bataillons gewählt. 1854 war Poelchau der vom Rat ernannte Vertreter Hamburgs auf der Ersten Allgemeinen Industrieausstellung in München. Er erhielt für seine dortige Tätigkeit den Verdienstorden vom Heiligen Michael.
Ehrenamtlich war Poelchau ab 1855 als Protokollist der Feuerkassendeputation tätig. Er gehörte außerdem von 1854 bis 1860 dem Armenkollegium an. Er wurde vom Hamburger Senat am 23. November 1860 zum Richter am Niedergericht ernannt. 1879 wurde er zum Landgerichtsdirektor und 1882 zum Richter am Hanseatischen Oberlandesgericht ernannt. 1891 ging er in den Ruhestand.
Von 1859 bis 1862 gehörte er der Hamburgischen Bürgerschaft an.
Warner Poelchau und Harald Poelchau waren seine Söhne. 1868 erhielt er als Alter Herr das Band des Corps Palatia Bonn. Der Poelchaukamp in Hamburg-Winterhude wurde nach ihm benannt.
An Hermann Poelchau wird auf der Sammelgrabmalplatte Hanseatisches Oberlandesgericht des Althamburgischen Gedächtnisfriedhofs, Friedhof Ohlsdorf, erinnert.